# Saretschje (Kaliningrad, Gurjewsk)
Saretschje (russisch Заречье, deutsch Kaymen, 1938–1945 Kaimen) ist ein Ort in der russischen Oblast Kaliningrad. Er gehört zur kommunalen Selbstverwaltungseinheit Stadtkreis Gurjewsk im Rajon Gurjewsk.

## Geographische Lage
Die Ortschaft liegt in der historischen Region Ostpreußen, etwa 30 Kilometer ostnordöstlich der Stadt Kaliningrad (Königsberg) und 17 Kilometer westsüdwestlich der Stadt  Polessk  (Labiau).

## Geschichte

Kaymen, ostnordöstlich von Königsberg und westsüdwestlich von Labiau, auf einer Landkarte von 1910

Die Gründung des früher Kaymen genannten Dorfes reicht in die Zeit des beginnenden 13. Jahrhunderts zurück. Damals lag zwischen dem Kurischen Haff (russisch: Kurschski Saliw) und dem Tal des Flusses Pregel (Pregolja) die prußische Landschaft Caym,  aus deren Zeit das noch heute vorhandene Gräberfeld von Kaymen stammt. Kaymen war bereits damals der Mittelpunkt einer stark besiedelten Landschaft.
Vom Deutschen Orden, der hier eine Kirche errichtete (heute als Ruine westlich des Ortes Trostniki (Bothenen) gelegen), wurde die prußische Wallburg Caym übernommen und ausgebaut, und fand später als Wasserburg, unter Herzog Albrecht auch als Jagdschloss, Verwendung. Im Jahre 1525 nahm hier der Bauernaufstand seinen Anfang, veranlasst durch das rigide Verhalten des Amtsverwalters Andreas Rippe, Nachkomme eines Söldnerführers.
1668 wurde die Burg als Sitz einer Domäne hergerichtet, und 1783 wurde das Schloss durch Baumeister Blasius Berwart erweitert.
Am 9. April 1874 wurde das damalige Caymen Amtsdorf und damit namensgebend für den neu errichteten Amtsbezirk, dem anfangs sieben Landgemeinden bzw. Gutsbezirke zugehörten. Er gehörte zum Landkreis Labiau im Regierungsbezirk Königsberg der preußischen Provinz Ostpreußen. Im Jahre 1910 zählte die Landgemeinde Kaymen 207 und der Gutsbezirk Domäne Kaymen 260 Einwohner.
Am 30. September 1928 wurde der Gutsbezirk Domäne Kaymen (ohne das Vorwerk Legehnen, russisch heute Barsukowka) in die Landgemeinde Kaymen eingegliedert. Die Einwohnerzahl der vereinigten Gemeinde betrug 1933 303 und 1939 363.
Im Jahr 1945 gehörte das Dorf zum Kreis Labiau im Regierungsbezirk Königsberg der Provinz Ostpreußen im Deutschen Reich.
Nach Ende des  Zweiten Weltkrieges wurde das seit 1938 Kaimen genannte Dorf zusammen mit dem  nördlichen Ostpreußen von der Sowjetunion unter eigene Verwaltung genommen. Im Jahr 1947 erhielt der Ort die russische Bezeichnung Saretschje und wurde gleichzeitig dem Dorfsowjet Dobrinski selski Sowet im Rajon Gurjewsk zugeordnet. Von 2008 bis 2013 gehörte Saretschje zur Landgemeinde Dobrinskoje selskoje posselenije und seither zum Stadtkreis Gurjewsk.

### Amtsbezirk Kaymen (1874–1945)
Zwischen 1874 und 1945 war Kaymen Verwaltungssitz eines Amtsbezirks, dem anfangs sieben, zuletzt noch drei Kommunen zugehörten:
| Name                               | Russischer Name | Bemerkungen                                                                                   |
| ---------------------------------- | --------------- | --------------------------------------------------------------------------------------------- |
| Landgemeinden:                     |                 |                                                                                               |
| Bothenen                           | Trostniki       |                                                                                               |
| Kaymen 1938–1946: Kaimen           | Saretschje      |                                                                                               |
| Sielkeim                           | Wessjolowka     |                                                                                               |
| Wilditten                          | Anetschkino     | 1928 in die Landgemeinde Bothenen eingegliedert                                               |
| Gutsbezirke:                       |                 |                                                                                               |
| Kaymen, Domäne                     | Saretschje      | 1928 in die Landgemeinde Kaymen eingegliedert                                                 |
| Lautkeim                           | Trostniki       | 1928 in die Landgemeinde Bothenen, teilweise auch in die Landgemeinde Schulkeim eingegliedert |
| Michelau (Enklave im Kreis Wehlau) | Wolkowo         | 1884 in den Gutsbezirk Pogirmen, Amtsbezirk Pomedien (Pruschaly) eingegliedert                |

## Burg Kaymen
Die Burgstelle der mittelalterlichen Wallburg Kaymen wurde in der Ordenszeit so verändert, dass sie – durch Stau des vorbeifließenden Baches und durch Aushebung eines Stichgrabens – zur Insel wurde. Auf der Insel wurde zur zusätzlichen Sicherung ein Blockhaus errichtet. Im 14. Jahrhundert wurde die Burg in Stein aufgeführt und zu einer Wasserburg verändert. Dann als Jagdschloss verwendet, wurde die Burg 1668 Sitz der Domäne Kaymen, wobei aber die Gesamtanlage als ehemalige Wasserburg nie geändert wurde. Noch 1827 war die Substanz der Burg in gutem Zustand. Erst nach 1945 verfielen die Bauanlagen stetig oder wurden durch Anbauten verunstaltet. Heute sind nur noch teilweise vorhandene Außenmauern, unter Bewuchs stark verdeckt, zu erkennen.

## Kirche

### Kirchengebäude
Die aus dem letzten Drittel des 14. Jahrhunderts stammende Kirche Kaymen wurde nordwestlich des damaligen Ortes Kaymen 450 Meter westlich von Bothenen (heute russisch: Trostniki) errichtet, wo es bis 1945 den „Kirche Kaymen“ genannten Ortsteil mit dem Gotteshaus gab. Es handelt sich um einen Feldstein- und Ziegelbau mit eingezogenem Chor. Der Turmabschluss wurde erst 1852 vollendet. Von der Kirche stehen heute nur noch Ruinenreste wie Mauern des Langhauses und auch noch der Turm ohne Spitze.

### Kirchengemeinde
Bereits in vorreformatorischer Zeit bestand das Kirchspiel Kaymen, in dem dann schon 1525 die Reformation Fuß fasste. Früher zur Inspektion Schaaken (russisch: Schemtschuschnoje) gehörig war Kaymen bis 1945 dem Kirchenkreis Labiau (Polessk) innerhalb der Kirchenprovinz Ostpreußen der Kirche der Altpreußischen Union zugehörig. Heute liegt Saretschje im Einzugsbereich der in den 1990er Jahren neu entstandenen evangelisch-lutherischen Gemeinde in Polessk (Labiau), einer Filialgemeinde der Auferstehungskirche in Kaliningrad (Königsberg) in der Propstei Kaliningrad der Evangelisch-lutherischen Kirche Europäisches Russland (ELKER).

### Kirchspielorte (bis 1945)
Zum Kirchspiel Kaymen gehörten außer dem Ort Kaymen selbst insgesamt mehr als vierzig Ortschaften:
| Name             | Russischer Name |  | Name              | Russischer Name |  | Name          | Russischer Name |  |
| ---------------- | --------------- |  | ----------------- | --------------- |  | ------------- | --------------- |  |
| Annenau          |                 |  | Karlshof          | Sowchosnoje     |  | Schulkeim     | Altaiskoje      |  |
| Bendiesen        | Dalneje         |  | Klein Hermeninken |                 |  | Schwesternhof |                 |  |
| Blöcken          | Ossokino        |  | Lautkeim          | Trostniki       |  | Sellwethen    | Jegorjewskoje   |  |
| Bothenen         | Trostniki       |  | Legehnen          | Barsukowka      |  | Senseln       | Olegowo         |  |
| Brandt           |                 |  | Lethenen          | Uroschainoje    |  | Sergitten     | Mordowskoje     |  |
| Duhnau           | Barsukowka      |  | Lichtenthal       |                 |  | Sielkeim      | Wessjolowka     |  |
| Eichenhorst      |                 |  | Lindenberg        |                 |  | Stenken       | Lipowka         |  |
| Eulenhaus        |                 |  | Louisenfelde      | Rasino          |  | Thiemsdorf    | Asowskoje       |  |
| Gaue             |                 |  | Mettkeim          | Nowgorodskoje   |  | Wachsnicken   | Kurgany         |  |
| Greiben          |                 |  | Michelau          | Wolkowo         |  | Wangen        |                 |  |
| Groß Hermeninken |                 |  | Nautzken          | Dobrino         |  | Wanghusen     | Gribojedowo     |  |
| Groß Sittkeim    |                 |  | Neu Sielkeim      | Ismailowskoje   |  | Wilditten     | Anetschkino     |  |
| Haferhaus        |                 |  | Perkappen         | Poltawskoje     |  | Wulfshöfen    | Zwetkowo        |  |
| Hempelstube      |                 |  | Poduhren          |                 |  | Zandersdorf   | Dmitrijewka     |  |
| Kadgiehnen       | Prudy           |  | Rentengut         | Lossewo         |  | Zatten        |                 |  |

### Pfarrer (1525–1945)
Von der Reformation bis zum Ende des Zweiten Weltkrieges amtierten an der Kirche Kaymen als evangelische Geistliche:
| - Paul Sommer, 1525–1541 - Rütger Textor, 1551 - Johann Werner, bis 1573 - Theobald Axt, 1573–1574 - Johann Baumgart, 1572/1598 - Heinrich Möller, 1598–1617 - Anton Sartorius, 1617–1653 - Johann Wisenerus, 1650–1675 - Andreas Hamilton, 1675–1697 - Salomo Jester, 1697–1733 - Chr. Salomo Jester, 1733–1763 - Johann Gottfried Keip, 1763–1767 - Carl Friedrich Hoffmann, 1767–1802 - Johann Matth. Boretius, 1803–1816 | - Johann Ernst Horn, 1816–1827 - Johann Samuel Heinemann, 1827–1848 - Heinrich Friedrich Wilhelm Hempel, 1842–1844 - Friedrich Eduard Michalik, 1844–1851 - Ernst Albert F. Kalle, 1851–1869 - Eduard Erdsiek, 1870–1896 - Otto Alexander Besch, 1896–1905 - Heinrich Otto Johannes Besch, 1899–1900 - Theophil Besch, 1903 - Hans Carl W. Gerlich, 1905–1920 - Ferdinand Lubenau, 1920–1929 - Reinhold Thulcke, 1929–1941 - Arnulf Quandt, 1939–1945 |

## Schule
Es gab in Kaymen ein Schulgebäude von 1886 und 1925 mit zwei Klassen. Hier wurden auch die Kinder aus Bothenen (heute russisch: Trostniki) und Wilditten (Anetschkino) unterrichtet. Letzter Schulhalter vor 1945 war Kantor Bruno Schmidt.
Das Schulgebäude brannte in den 1980er Jahren ab. An seinem Platz entstand ein Wohnhaus, dahinter die neue russische Schule.

## Verkehr
Im Ort laufen zusammen die Kommunalstraßen 27K-070 aus Pribreschnoje (Palmburg) bzw. aus Dobrino (Nautzken), die 27K-071 aus Pridoroschnoje (Neu Droosden) und die 27K-072 aus Ossinowka (Strampelken).
Dobrino ist die nächste Bahnstation an der Bahnstrecke Kaliningrad–Sowetsk (Königsberg–Tilsit).